# Adiantum gertrudis
Adiantum gertrudis là một loài thực vật có mạch trong họ Adiantaceae. Loài này được Esp. Bustos miêu tả khoa học đầu tiên.